# Campeonato Femenino de Futsal
El Campeonato Femenino de Futsal, anteriormente conocido como Superliga de Futsal Femenino es el máximo torneo femenino de clubes de futsal de Paraguay. Comenzó su actividad en el año 2016 y es organizado por la Asociación Paraguaya de Fútbol (APF).

El equipo campeón de la temporada clasifica anualmente a la Copa Libertadores de Futsal Femenina del año siguiente.

## Equipos participantes
En la temporada 2024, octava edición del torneo, participan un total de 6 equipos.
| Equipo               | Ciudad      |
| -------------------- | ----------- |
| Cerro Porteño        | Asunción    |
| Exa Ysaty            | Asunción    |
| Silvio Pettirossi    | Asunción    |
| Sport Colonial       | Asunción    |
| Teniente Rojas Silva | Asunción    |
| Villa Hayes          | Villa Hayes |

## Palmarés

### Lista de campeones
| Campeonato Femenino de Futsal | Campeonato Femenino de Futsal | Campeonato Femenino de Futsal                        | Campeonato Femenino de Futsal                        | Campeonato Femenino de Futsal |
| Edición                       | Año                           | Campeón                                              | Subcampeón                                           |                               |
| ----------------------------- | ----------------------------- | ---------------------------------------------------- | ---------------------------------------------------- | ----------------------------- |
| I                             | 2016                          | Sport Colonial                                       | Coronel Escurra                                      |                               |
| II                            | 2017                          | Sport Colonial                                       | Deportivo Recoleta                                   |                               |
| III                           | 2018                          | Cerro Porteño                                        | Sport Colonial                                       |                               |
| IV                            | 2019                          | Cerro Porteño                                        | Sport Colonial                                       |                               |
| V                             | 2020                          | No hubo campeonato debido a la pandemia de COVID-19. | No hubo campeonato debido a la pandemia de COVID-19. |                               |
| V                             | 2021                          | Sport Colonial                                       | Sport Guaraní                                        |                               |
| VI                            | 2022                          | Exa Ysaty                                            | Olimpia                                              |                               |
| VII                           | 2023                          | Exa Ysaty                                            | Olimpia                                              |                               |
| VIII                          | 2024                          | Sport Colonial                                       | Cerro Porteño                                        |                               |

### Títulos por equipo
| Club               | Campeón | Subcampeón | Años campeón           | Años subcampeón |
| ------------------ | ------- | ---------- | ---------------------- | --------------- |
| Sport Colonial     | 4       | 2          | 2016, 2017, 2021, 2024 | 2018, 2019      |
| Cerro Porteño      | 2       | 1          | 2018, 2019             | 2024            |
| Exa Ysaty          | 2       | 0          | 2022, 2023             |                 |
| Olimpia            | 0       | 2          |                        | 2022, 2023      |
| Coronel Escurra    | 0       | 1          |                        | 2016            |
| Deportivo Recoleta | 0       | 1          |                        | 2017            |
| Sport Guaraní      | 0       | 1          |                        | 2021            |